# 서울금천우체국
서울금천우체국(서울衿川郵遞局)은 우편 · 금융서비스 관련 업무를 수행하는 서울지방우정청 소속 우체국이다. 서울특별시 금천구 시흥대로 410에 있다.
본래 서울구로우체국으로 개국했다가 2000년 5월 1일에 서울금천우체국으로 명칭을 변경했다. 2017년 1월 1일 서울구로우체국이 새로 개국하면서 2018년 7월 1일 부로 업무가 서울구로우체국으로 통합되었다.

## 기본 정보
- 주소: 서울특별시 금천구 시흥대로 410 (독산동)
- 우편번호: 08576

## 연혁
- 1984년 12월 17일: 서울구로우체국 개국
- 1997년 10월 7일: 직제개편(2과 → 4과 1실)
- 2000년 5월 1일: 서울구로우체국에서 서울금천우체국으로 명칭 변경 및 직제명칭 변경
- 2001년 7월 2일: 성공회대학교우편취급소 개국[1]
- 2002년 2월 10일: 서울시흥2동우편취급소 위탁계약 해지[2]
- 2004년 12월 1일: 직제개편(4과1실 → 3과 1실)
- 2008년 3월 29일: 서울시흥본동우체국을 서울시흥1동우체국으로 명칭 변경[3]
- 2008년 8월 2일: 서울구로6동우체국을 서울동구로우체국으로 명칭 변경[4]
- 2014년 1월 1일: 우편구역을 다음과 같이 고시[5]

| 배달국         | 배달구역                     | 구역번호                    |
| -------------- | ---------------------------- | --------------------------- |
| 서울금천우체국 | 구로구 전지역, 금천구 전지역 | 08200 ~ 08395 08500 ~ 08657 |

- 2014년 9월 30일: 서울고척2동우편취급국 위탁계약 해지[6]
- 2014년 10월 1일: 서울고척2동우편취급국 재개국[6]
- 2014년 10월 24일: 서울구로현대우편취급국 폐국[7]
- 2014년 10월 25일: 서울구로유통단지우편취급국 폐국[8], 서울오류역전우편취급국, 서울구로역전우편취급국 위탁계약 해지[9]
- 2014년 10월 26일: 서울오류역전우편취급국, 서울구로역전우편취급국 재개국[9]
- 2017년 1월 2일: 구로, 금천 지역 배달국을 서울구로우체국으로 관할구역 변경[10]
- 2018년 7월 1일 : 서울구로우체국으로 업무 통합